# Jelep La
Jelep La és un pas de muntanya a Sikkim, Índia, a la serralada de Chola als Himalaies que uneix Sikkim amb el Tibet. És a 4.461 msnm essent la principal ruta que uneix Índia i Xina per Sikkim.